# Agestrata
Agestrata is een geslacht van kevers uit de familie bladsprietkevers (Scarabaeidae). Het geslacht werd voor het eerst wetenschappelijk beschreven in 1829 door Eschscholtz.

## Soorten
- Agestrata alexisi Devecis, 2004
- Agestrata amakerei Jakl & Krajcik, 2006
- Agestrata antoinei Allard, 1995
- Agestrata arnaudi Allard, 1990
- Agestrata boudanti Alexis & Delpont, 2000
- Agestrata dehaani Gory & Percheron, 1833
- Agestrata lata Richter, 2008
- Agestrata luzonica Eschscholtz, 1829
- Agestrata orichalca (Linnaeus, 1769)
- Agestrata parryi Wallace, 1867
- Agestrata punctatostriata Lansberge, 1880
- Agestrata semperi Mohnike, 1873
- Agestrata ultramarina Jakl, 2008